# 大南寔録

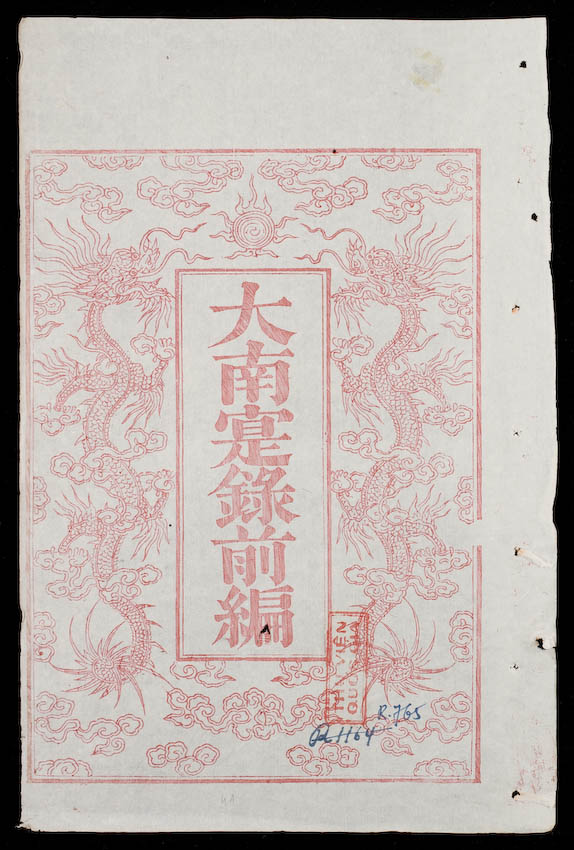

大南寔録（だいなんじつろく、ベトナム語：Đại Nam thực lục）はベトナムの阮朝欽定の史書で、阮朝の前身である広南阮氏時代から啓定帝の時代までをカバーしている。全548巻。体例は紀伝体で寔録（本紀にあたる）と列伝（大南列傳）からなる。志や表などはない。寔録・列伝ともに嘉隆帝の即位前後で前編と正編とに分かれる。寔は日本漢字音ではしょくもしくはじきと読むが、じつろくと呼び習わされている。第6紀附編と第7紀以外は刊本である。

## 名称と呼称
本来なら中国の『明実録』や『清実録』に同じく、実録と命名されるはずであったが、實（実）が第2代皇帝明命帝の皇后胡氏の諱であったために使うことができず、同音同義の寔が採用された。寔と実は中国語ではshíで同音であり、ベトナム語でも、もともとはthựcで同音だったのだが、避諱にともなって実はその音が避けられてthậtと発音するようになった。また、明命19年（1838年）3月に国号が越南から大南へと改められたため、現在の書名となった。
日本の学界では大南寔録の漢字表記と「だいなんじつろく」という読みが定着しているが、日本国外では「實録（実録）」と表記することも多い。

## 編纂過程
阮朝における実録の編纂は、嘉隆10年（1811年）に國朝實録編纂のための史料の提供を求める詔に始まる。この企画は嘉隆帝在世中は実現せず、次の明命帝は即位直後に起居注官を設置し、明命元年6月に國史寔録編纂の諭を出して、そのための機関として国史館を作らせた。翌年5月に国史館の官制を発布して国史館総裁の阮文仁、副総裁鄭懐徳・范登興以下纂修・編集など計63名の体制で列聖寔録の作成を開始させ、明命6年には嘉隆帝の寔録編纂のための史料収集を開始したとの記録がある。並行して玉牒の編纂も開始して、明命5年（1824年）に草本が上程された。しかし、この前後に総裁・副総裁が相次いで没したこともあってか寔録作成作業は滞った様である。
明命11年（1830年）、明命帝は如清使に対して『明実録』入手の密命を与えている。明命14年（1833年）に再び寔録編纂の命が下されたが、そこでは現在の草稿は質が低いと批判しており、翌年には史官の入れ替えが行われた。この勅諭を受けて作成された草本は明命16年（1835年）に奉呈され、明命帝が自ら筆を執ってこれを完成稿に仕上げた。これ以降、前編と第3紀までは各紀ごとに草本が上進されて皇帝がこれに筆を加える形式となる。これには当時の史官の漢学の素養が明命帝が求めるものに遠く及ばなかったことに加え、皇帝自ら筆を執る（欽修）ことで、史実や臣下の行状などに対する毀誉褒貶の権をも皇帝が握る意図があったようである。しかし、第4紀以降はこの方式は放棄された。

## 構成
- 大南寔録前編 12巻：広南阮氏時代の歴史。紹治4年（1844年）刊。
- 大南列伝前編 6巻：広南阮氏の后妃・王子・諸臣の列伝。嗣徳5年（1852年）刊。
- 大南正編寔録 第1紀：嘉隆帝、60巻。紹治7年（1847年）刊。
- 大南正編寔録 第2紀：明命帝、220巻。嗣徳14年（1861年）刊。
- 大南正編寔録 第3紀：紹治帝、72巻。嗣徳30年（1877年）刊。
- 大南正編寔録 第4紀：嗣徳帝・育徳帝・協和帝、70巻。成泰6年（1894年）刊。
- 大南正編寔録 第5紀：建福帝・咸宜帝、8巻。成泰12年（1900年）刊。
- 大南正編寔録 第6紀：同慶帝、11巻。維新3年（1909年）刊。
- 大南正編寔録 第6紀附編：成泰帝・維新帝、29巻。保大10年（1935年）成。
- 大南正編寔録 第7紀：啓定帝、10巻。保大10年（1935年）成。
- 大南正編列伝初集：33巻。嘉隆時代の后妃・皇子・公主・貴戚・諸臣・外国（カンボジアやシャムなど周辺諸国[10]）などの列伝。成泰元年（1889年）刊。
- 大南正編列伝二集：46巻。明命-同慶朝までの列伝。成泰7年（1895年）刊。

## 内容と特徴
実録（寔録）とは称されているが、中国の実録とは体例が大きく異なっている。形式上の特徴は以下のものが挙げられる。
1. 実録（寔録）と称しながら、体例は寔録（第○紀と数える）と列伝からなる紀伝体である[11]。
2. 王朝が存続している間に印行されていること。これはそれまでの正史である『大越史記全書』の伝統を引いていると考えられる。
3. 皇帝が自ら筆を執って草稿に、コメント（批）を加えるのではなく、加除修正する（欽修）。
4. 廃位された育徳帝・協和帝は第4紀の、咸宜帝は第5紀の末に付されて独立した紀を立てない。
5. フランスに反抗して廃位された成泰帝・維新帝の寔録は第6紀の附編とされ、やはり独立した紀を立てられていない。

阮朝欽定の正史だけに、とりわけ植民地期以前についてはもっとも基本となる第一級の史料である。しかしながら、植民地期に編纂された嗣徳朝後半期以降の部分はフランスとの関係や植民地化の状況については相当の粉飾が施されているようである。当然ながら対外関係に関わることについては、関係国の史料との対照が必要である。
また、巻数からも明らかなように、紀ごとに記述の精粗に相当の差がある。特に『大南寔録前編』は広南阮氏滅亡によって多くの史料が散逸したため鄭懐徳『嘉定城通志』や黎貴惇『撫邊雜録』など、寔録の元となった史料にあたって比較・校合する必要がある。阮朝は広南阮氏の末裔であるため、北方の鄭氏との関係は阮氏側の立場から叙述されており、この点についても鄭氏側に立つ史料や外国史料との対照が不可欠である。

## 伝本
その性格上、一般に流通するものではなかったが、刊本のほかに数種の写本も伝わっている。内容はどれも基本的に同じである。阮朝宮廷に保管するもの以外に、フランス植民地政府の求めなどに応じて数次重版されている。日本では松本信広がフランス極東学院の助力を得てフエ宮廷と交渉し、既に刊本になっていた第6紀までを入手することに成功した。その縮印本が慶應義塾大学言語文化研究所から刊行されている。
ベトナムでは北ベトナムで1962から統一後の1978年にかけて第6紀までのベトナム語訳が出版され、21世紀に入ってから再刊されている。南ベトナムでも翻訳が古学院から出版されたが完成を見なかった。
第6紀附編と第7紀は1935年に完成・上進されたが、刊刻には付されず写本が6部作成されてフエ宮廷に収蔵された。戦後、南ベトナムの最高顧問府（長はゴー・ディン・ニュー）に移されたが、ゴー・ディン・ジェム殺害クーデター後の所在は不明である。
なお、『大南實録正編』という名で仏領期に広東で印刷されてベトナムで刊行された書籍がある。阮福映の創業を扱ったものだが、これはコーチシナの華僑が祖先の功業（阮朝成立への貢献）を称えるために作った私撰の史書で、本項での『大南寔録』とは無関係である。

### 日本への将来と縮印版刊行
かねてパリ滞在中に『大南寔録』の存在を知った松本信広は、昭和8年（1933年）の仏印出張に際して、前河内総領事（当時）の永田安吉から寔録の現況について情報を得て、その入手を企図し、東洋文庫など関係機関と相談して金策を立てた。ハノイでは日本総領事館及び旧知のエミール・ガスパルドンやレオポルド・カディエール神父を通じて学部参知のホー・ダック・ハム、ついでフエで学部尚書のファム・クインと交渉したが、フランスの求めに応じて2部を印刷中とのことで断られて上手く行かなかった。
その後、松本が帰国時に助力を求めたガスパルドンからの働きかけで極東学院院長ジョルジュ・セデスが動き、6部の重版にこぎつけた。印刷後に刷りが不良の箇所を補筆した寔録は昭和10年（1935年）11月に日本に到着し、当時の東京・京都両帝国大学、東方文化学院の東京・京都研究所、東洋文庫および松本の勤務先である慶應義塾大学に納められた。
戦後になって松本は寔録の影印刊行を企図し、慶大所蔵本の縮印本が同大学言語文化研究所から刊行された。出版は1961年に開始されて当初は順調に刊行されていたが、オイルショックなどで資金難に直面し、完結までに20年を要した。これによって稀覯本だった『大南寔録』の利用環境が整えられ、世界の学界を裨益することとなった。

## 註
1. ↑  實は嘉隆帝からの賜名。原名は華でこちらも避諱とされた。 陳 1982 p.570-571。
2. ↑  紹治元年（1841年）に出された「国諱諸尊字」にて「臨読避音」と規定されている。Gustave Hué Dictionnaire Annamite-Chinois-Français (1937)では實にthậtの音を当てた上で、thưcの代用訛音だとしている（陳 1982 p.572）。しかし、元の音を完全に消し去るには至らず、「事実 (sự thật)」など通常thậtが用いられる単語と「実現 (thực hiện)」などthựcを用いた単語が混在しており、しばしば互用される。
3. ↑  竹田龍児は實の字を避けて特に寔を採用したのであるから、「だいなんしょくろく」と読む方がよいとしてる（竹田 1961）。
4. ↑  大澤 1982 p.680。
5. ↑  松本 1936 p.119-120、林 2000 p.107-108。
6. ↑  林 2000 pp.106-111。林は明命14年（1833年）の如清使が私鈔本の入手に成功し、これが『大南寔録』の体例に大きな影響を与えたと推定している。
7. ↑  第4紀の表文では「東葩録体撮要彙編」（葩は華の避諱字）とあり、『東華録』の体例に倣ったもののようである（林 2001）。
8. ↑  林 2000 pp.111-115。
9. ↑  林 2001
10. ↑  中国は含まれない。
11. ↑  表文においては編年・紀伝の2体を兼ねるとされている。
12. ↑  陳 1982、林 2008a。
13. ↑  出版物 慶應義塾大学言語文化研究所
14. ↑  陳 1982 pp. 575-582。現存している場合は、ハノイの国家第一公文書局に所蔵されていると思われる。
15. ↑  林 2010
16. ↑  日本で最初に体系的にベトナム古典籍の収集を行った人物で、ハノイ総領事のほか外務省調査課長などを歴任した。永田が収集したベトナム書は東洋文庫に収められている。岩井 1935がその目録だが、端本とはいえ刊本・写本の『大南寔録』が3部含まれている。
17. ↑  フランス極東学院研究員。妻は仏文学者の村松嘉津。
18. ↑  1869-1955。パリ外国宣教会の神父で、歴史・文化・言語・民族などベトナムに関する幅広い分野での研究で知られる。
19. ↑  Hồ Đắc Hàm (1879-？)。承天府富栄県の人。1915年に挙人となり学官畑を歩み、1933年に学部参知、ついで学部尚書に至る (Nguyễn Q. Thắng & Nguyễn Bá Thế 1992)。
20. ↑  松本 1936。
21. ↑  大澤 1982。